# Медер (Австрія)
Медер (нім. Mäder) — містечко та громада округу Фельдкірх в землі Форарльберг, Австрія. Медер лежить на висоті 414 м над рівнем моря і займає площу 3,42 км². Громада налічує 3739 мешканців. Густота населення 1093/км².  
Округ Фельдкірх лежить на самому заході Австрії, на кордонах із Швейцарією та Ліхтенштейном. Це високорірний альпійський регіон. Населення округу, як і всього Форальбергу, розмовляє алеманським діалектом німецької мови, а тому ближче до швейцарців, ніж до населення більшої частини Австрії, яке розмовляє баварсько-австрійським діалектом. Округ, основною індустрією якого є туризм, має розвинуту мережу сполучення, численні гірськолижні траси й спортивні курорти з готелями та іншою інфраструктурою. 
|                                |
| Медер на мапі округу та землі. |

Адреса управління громади: Alte Schulstr. 7, 6841 Mäder. 
У 2003 році в громаді було 462 школярі. Є також дитячий садок. 

## Демографія
Історична динаміка населення міста за даними сайту Statistik Austria